# Bosambo
Bosambo, vlastním jménem Tomáš Dostál (* 14. září 1957 Praha) je český sochař.

## Vzdělání
SPŠ Strojnická 1976 - Betlémská, Praha

ČVUT 3 semestry

FTVS-UK 1985

FTVS-UK 1987 doktorát

umělecký řezbář - učňák Podkovářská 2004

## Rodina
S volejbalistkou a jazzovou zpěvačkou Evou Emingerovou má tři děti; syna Josefa Dostála a dcery Annu a Magdalenu. V současnosti žije s manželkou Evou Burešovou (bývalou dokskou starostkou, dokskou a libereckou zastupitelkou) a dalším synem v Doksech u Máchova jezera.

## Profese
Po neúspěšném angažmá na ČVUT šel nakrátko pracovat do ČKD Kompresory. Po absolvování vojenské služby nastoupil na denní studia na FTVS-UK, která zakončil 1985. Mezitím se stal v roce 1984 profesionálním trenérem mládeže v rychlostní kanoistice. Na prahu nového tisíciletí dal přednost své celoživotní vášni pro sochařství a ještě nějaký čas fungoval jako dobrovolný trenér. V roce 2004 absolvoval učební obor umělecký řezbář v Podkovářské, Praha 9.